# Morti nel 1130
| Questa pagina contiene informazioni ricavate automaticamente dalle voci biografiche con l'ausilio del template Bio e di un bot. L'aggiornamento è periodico e automatico e ricostruisce completamente la pagina. Se manca una persona in questa lista, sei pregato di non aggiungerla, ma accertati piuttosto che la sua voce biografica contenga il template Bio e che i dati anagrafici siano correttamente compilati. Se il template Bio manca, inseriscilo tu stesso o, in alternativa, metti l'avviso {{tmp\|Bio}} che ne segnala la mancanza. Se i dati riportati sono sbagliati, correggi direttamente la voce biografica; le modifiche saranno visibili in questa lista entro pochi giorni. Per chiarimenti vedi il progetto biografie. La lista contiene solo le 24 persone che sono citate nell'enciclopedia e per le quali è stato implementato correttamente il template Bio. Pagina aggiornata al 26 lug 2025. |

- 13 febbraio - Papa Onorio II, papa, cardinale e vescovo cattolico italiano (n. 1060)
- 15 febbraio - Udo IV della marca del Nord, nobile tedesco
- 26 marzo - Sigurd I di Norvegia, re (n. 1090)
- 16 aprile - Óengus del Moray, re scozzese
- 15 maggio - Isidoro l'Agricoltore, santo spagnolo (n. 1080)
- 19 agosto - Bartolomeo di Simeri, monaco cristiano e presbitero italiano
- 7 ottobre - Al-Amir bi-ahkam Allah, imam arabo (n. 1096)
- 7 ottobre - Ermanno II di Baden, nobile tedesco
- 3 novembre - Berardo dei Marsi, cardinale e vescovo italiano (n. 1079)
- 13 novembre - Adolfo I di Schaumburg, nobile
- Aénor di Châtellerault, nobile francese (n. 1103)
- Baudri de Bourgueil, abate, vescovo cattolico e poeta francese (n. 1046)
- Enrico Raspe I di Turingia, nobile tedesco
- Li Tang, pittore cinese (n. 1050)
- Margareta Fredkulla, nobile svedese (n. 1080)
- Maud di Northumbria, regina (n. 1074)
- Stefano di Chartres, cavaliere medievale e patriarca cattolico francese
- Teresa di León, contessa
- Tommaso di Marle, nobile francese (n. 1080)
- Tumbinai Khan, condottiero mongolo
- Udalrico I di Scheyern, nobile tedesco
- Tolomeo I dei conti di Tuscolo, nobile italiano
- Ibn Tumart, politico berbero
- Abdelmálik, re